# Nyala (Nevada)
Nyala é uma cidade fantasma, no  Railroad Valley no  condado de Nye, estado de Nevada, nos Estados Unidos. Foi um pequeno rancho que também servia de paragem para os viajantes. Na década de 1860, a região de Nyala fornecia água às carruagens de cavalos que percorriam aquele vale quente e seco. Em 1913, começou a ser criada uma povoação que incluía um rancho, uma pensão, uma loja e um restaurante.Em 1914, foi aberto aí uma estação de correios e a localidade recebeu o nome de Nyala. A origem do nome não pode ser determinada com total certeza. Helen S. Carlson na obra "Nevada Place Names" chega à conclusão de que o nome é uma permutação dedo nome do condado Nye, enquanto Shawn Hall na obra "reserving the Glory Days"  p. 107) refere que o nome Nyala foi sugerido por Alvena  Reischke depois de ter casado com um fotógrafo de antílopes nialas.